# Burghard Rausch
Burghard Rausch (* 29. Oktober 1947 in Berlin-Schöneberg) ist ein deutscher Musiker, Schlagzeuger, Komponist, Musikjournalist, DJ, Radio- & TV-Moderator und Autor.

## Leben
Burghard Rausch wuchs im Berliner Bezirk Steglitz auf. Sein Vater arbeitete als Buchhalter/Prokurist, seine Mutter war Hausfrau. Nach der Oberschule begann er 1963 eine Lehre als Industriekaufmann, die er abbrach und sich mit Gelegenheitsjobs (Umzüge, Entrümpelungen, Gartenbau) seinen Lebensunterhalt verdiente.
Seine Musikbegeisterung erbte er vom Vater, der auf Familienfesten mit Gitarren und Mundharmonika musizierte. In der ersten Hälfte der 1970er absolvierte Rausch beim E-Musiker und Beat-Studio-Leiter Thomas Kessler eine Ausbildung in Gehörbildung, Harmonielehre, Rhythmik und Komposition. Seine umfangreiche Plattensammlung gestattete ihm, ab 1968 in Clubs als DJ unterwegs zu sein. Darunter in den als 'progressiven' geltenden Westberliner Discotheken Closed Eye, Sun, Park, Takt, Milli Vanilli und Sound.
Parallel arbeitete er als Sortimenter, Einkäufer und Verkäufer im Schallplatteneinzelhandel der Handelskette Musicland.
Für das Berliner Stadtmagazin tip schrieb er von 1977 bis 1983 Beiträge und Kritiken – und anschließend bis Anfang der 1990er für das konkurrierende Stadtmagazin zitty. Für zitty stellte er auch die Berliner Independent-Charts zusammen.
Seit Mitte der 1980er Jahre war er Mitautor des Rockmusiklexikon aus dem Taurus Press-Verlag, dessen erste Ausgabe 1982 von den beiden RIAS-Moderatoren Christian Graf und Uwe Wohlmacher verfasst wurde. Wohlmacher schied danach aus, alle weiteren Ausgaben, die (ab 1996 im S. Fischer Verlag) stets zweibändig und regional getrennt nach Amerika/Australien/Karibik/Afrika und Europa erschienen, schrieben Graf und Rausch. Die letzten Bände kamen 2005, von Rausch alleine überarbeitet und ergänzt, in den Buchhandel.
In Zusammenarbeit mit einem weiteren Radiokollegen vom RIAS, Joachim Deicke, entstand 1987 das Buch Stationen - die Lebensstile der Rockepoche, das 1991 als Die Rockjahre neu aufgelegt wurde.
Für Bear Family Records stellte Rausch 2014/15 die vierteilige Doppel-CD-Reihe NDW: Aus grauer Städte Mauern. Die Neue Deutsche Welle 1977-85 als Herausgeber, Compiler, Biograph und Autor zusammen und steuerte alle Begleitexte bei. 2020 folgte, ebenfalls vierteilig mit ausführlichen Booklets, Kraut! Die innovativen Jahre des Krautrock 1968-1979.

## Musiker-Karriere
Rausch brachte sich als Teenager selbst das Schlagzeugspielen bei und gründete als 16-Jähriger mit dem Gitarristen Wieland Günther seine erste Band: The Rolling Coins. Die Bandmitglieder Wieland Günther (g, voc), Rudi Diekert (b, voc), Hans-Joachim 'Hansi' Schulz (g), Peter Denzler (voc, key) und Burghard Rausch (dr, voc) coverten hauptsächlich Hits aus den englischen Charts – von den The Rolling Stones, The Pretty Things, The Who, Manfred Mann, The Small Faces, The Troggs, Jimi Hendrix u. a. Höhepunkt war 1965 eine selbstfinanzierte und -verlegte 10″-EP. Diese enthielt die drei selbstkomponierten Titel She Woke Up, My Love, Neighbour Neighbour sowie eine Coverversion von Lee Dorseys Charterfolg Ride Your Pony. Denzler und Diekert verließen anschließend die Gruppe und eine durch die Neumitglieder forcierte musikalische Neuausrichtung als Electronic Reformation blieb erfolglos und führte zum Zerfall des semi-professionellen Quintetts.
Im September 1971 brachte ihn Klaus Schulze zu einem Übungstermin im Electronic Beat Studio Berlin von Thomas Kessler mit. Aus diesen Proben heraus avancierte Rausch zum Schlagzeuger und Percussionist der Band, die als Agitation Free bekannt wurde und in der ersten Hälfte der 70er Jahre zu den führenden Vertretern der deutschen experimentellen Rockmusik zählte.
Während der Olympischen Sommerspiele 1972 in München traten Agitation Free auf der Olympischen Spielstraße auf, mit Peter Michael Hamel (Between) als Gast-Keyboarder.
1972 absolvierten Agitation Free, auf Einladung des Goethe-Instituts, eine Tournee durch Ägypten, Jordanien, Libanon, Zypern und Griechenland und lernten in Beirut ihren späteren Frankreich-Tour-Manager Assaad Debs kennen. Der besorgte der Gruppe über die Jahre zahlreiche Tourneen durch Frankreich. Am 12. November 1974 löste sich die Band auf - mit einem Abschiedskonzert, mit vielen ehemaligen Mitgliedern in Berlin auf und stellte vorerst alle Aktivitäten ein.
1978 gründete Rausch gemeinsam mit Ralf 'Trotter' Schmidt (b), Georg Hülsmann (g) und Lutz Walzberg (voc, g) die Gruppe Bel Ami um treibenden Hard- & Heavyrock mit deutschen Texten zu propagieren. Nach drei Alben, Berlin Bei Nacht (1979), Großstadtmelodie (1981) und Soweit Die Füße Tragen (1984), löste sich das Quartett nach Streitereien über die musikalische Entwicklung 1984 auf. Zwischenzeitlich traten Walzberg, Hülsmann und Rausch unter dem Namen Granny Smith als Status-Quo-Covertrio auf, und schafften es bis in das Vorprogramm des ersten Berlin-Konzerts von AC/DC im Kant-Kino.
Knapp 25 Jahre nach der Trennung trafen sich 1997 vier Mitglieder der letzten Album-Besetzung von Agitation Free beim Fest zum 45. Geburtstag von Lüül Graf-Ulbrich auf der Bühne des Tränenpalast wieder. In Quartett-Besetzung Graf-Ulbrich, Lütjens, Günther und Rausch ließen sie live alte Zeit wiederaufleben, beschlossen spontan die Fortsetzung der gemeinsamen Arbeit und die Planung eines neuen Albums. Unter der Produktion des ex-Spliff-Gitarristen Bernd 'Potsch' Potschka erschien 1999 dann das Reunion-Album River Of Return.
2007 absolvierte die Band in der 74er Besetzung - Graf-Ulbrich, Lütjens, Günther, Hoenig und Rausch - eine Japan-Tournee. Dabei wurden zwei Konzerte in Tokio mitgeschnitten und unter dem Titel Shibuya Nights veröffentlicht.
Nach einer längeren Pause arbeitete die Gruppe in Quintett-Besetzung, Graf-Ulbrich, Hoenig, Lütjens, Rausch und 'Danda' Cordes (b) an einem Agitation Free-Studioalbum, bei dem im Laufe dieser Arbeiten Gitarrist Lütjens 2017 verstarb, war aber noch auf den meisten Titeln zu hören. Nach der Veröffentlichung von Momentum (2023) ging das verbliebene Quartett auf die Suche nach einem neuen Gitarristen, der in die Band passte, um Live-Konzerte zu absolvieren und wurde in Axel Heilhecker (ex-Food Band, Wolf-Maahn-Band, Solist) fündig.

## Radio-Karriere
Von 1972 bis 1976 wirkte Rausch als Sprecher bei SFB-Hörspielproduktionen mit. Der RIAS-Musikabteilungsleiter Walter Bachauer hatte ihn als DJ im Sound gehört und holte ihn 1974 zum RIAS. Dort gestaltete er erste Beiträge und Sendungen im Programm von RIAS I und RIAS II und gehörte ab der Mitte der 70er zum Redaktions- und Moderations-Team des (auch in Ost-Berlin sehr populären) RIAS-Treffpunkt. Für die Ostberliner Klientel war diese Sendung eine wichtige Orientierung über das rockende Leben in der unerreichbar westlichen Stadthälfte.
Für die 1975 von Walter Bachauer, Barry Graves und Olaf Leitner kreierte Sendung Rock over RIAS arbeitete er am Rock-Telefon und später im Studio mit. Er gehörte ab 1977 zum Moderations-Team dieser Sechs-Nächte-Marathonsendung, eine Sendereihe, die Rundfunkgeschichte schrieb. Im Studio dabei waren u. a.: Barry Graves, Walter Bachauer, Uwe Wohlmacher, Olaf Leitner, Christian Graf, Burghard Rausch. Das Format fand dann Fortsetzungen bis in die Mitte der 1980er Jahre.
Rausch moderierte ab der ersten Hälfte der 1970er zudem Musik-Autoren-Nachtsendungen und zum Ende der 1970er die eigene wöchentliche nachmittägliche Punk/New Wave-Sendung Zeitklang, die, sowohl in Berlin-West, als auch in Ostberlin, in der Rock- und Punk-Szene eine große Fangemeinde hatte und Kultstatus genoss.
Für den RIAS moderierte er auch öffentliche Live-Veranstaltungen vor dem Reichstag und im Quasimodo und saß in der Jury des Nachwuchswettbewerbs des Berliner Kultursenats Berlin Rock-News 1984.
1985 und 1986 war er für die Live-Moderation des Jazzfest Berlin im Delphi Filmpalast verantwortlich.
Nach dem Start von RIAS 2 („Jugendwelle rias 2 auf 9-4-3“), der ersten bundesdeutschen ganztätigen Rock/Pop-Welle, arbeitete er in der Rock-Redaktion.
Von 1978 bis 1981 absolvierte er eine journalistische Volontär-Tätigkeit beim RIAS-Redakteur Olaf Leitner für dessen Buch Rockszene DDR – Aspekte einer Massenkultur im Sozialismus.
Da 1986 rias2, trotz des Erfolges, zunehmend inhaltlich eingestampft und zu einem konturlosen Format-Radio umgebaut wurde, stand Rausch kurz davor, seine Radioarbeit aufzugeben. Von Radio Bremen kam aber das Angebot, am Aufbau eines neuen Rockradios nach dem Muster der US-College-Radios und der englischen Piraten-Stationen mitzuwirken.
1987 startete er als Musikredakteur für diese neue Alternative-Rock-Welle Radio Bremen 4. Dort moderierte er, neben dem Tagesprogramm, u. a. die Rausch Hour – eine Sendung mit Punk-, Alternative- und Hard-Rock, Hintergrundinformationen und vielen Live-Interviews. Die Toten Hosen, Die Ärzte, Element Of Crime u. a. waren dort über die Jahre ebenso Stammgäste wie die Kölner Rockband Rausch, die mit jedem neuen Album abendfüllend zu Gast war. Weitere seiner Aufgaben im Sender waren der Aufbau eines computergestützten Musikarchivs, die Präsentation und Durchführung von Außen- und Live-Übertragungen sowie die Koordination von Off-Air-Veranstaltungen.
Weitere Engagements waren die Moderationen des wöchentlichen Rock-Magazins Rock It für den Sender DT 64 Anfang der 1990er (später MDR-Sputnik) und die Präsentation der Rocknacht-Sendung Let's Rock für radioeins vom ORB (später rbb).
Bei Radio Bremen wechselte Rausch von Radio Bremen 4 erst zur Hansawelle, moderierte dann beim Funkhaus Europa die Worldmusic-Sendung Mondo Cannibale. In dieser Funktion gehörte er von 2003 bis 2008 auch zur Jury der WMCE World Music Charts Europe.
Rausch war danach fester Bestandteil der Musikredaktion und des Moderations-Teams des kooperierten Kultur-Programms NordwestRadio vom NDR und Radio Bremen – und moderierte, neben dem Tagesprogramm, u. a. die Globale Dorfmusik und mit Rock Nach 10 eine wöchentliche Rocksendung. Ab 2005 gehörte er auch zum Moderations-Team der Zwei-Stunden-Sendung On The Tracks und produzierte Interviews mit Geoff Travis (Rough Trade Records), Alex Conti (Lake), Markus Deml (Errorhead), Campino (Die Toten Hosen), Thees Uhlmann (Tomte), Keith Emerson (The Nice, Emerson, Lake & Palmer), Frank Black/Black Francis (Pixies), Joachim Witt, Kai Wingenfelder (Fury In The Slaughterhouse), Klaus Grabke (Eight Dayz, Thumb, Alternative Allstars), Bela B (Die Ärzte), Katharina Franck (Rainbirds), Keren Ann, Phillip Boa, Juanes, Ralph Lübke (alias Monkeeman), Bernhard Hoëcker, Jon Lord (Deep Purple) und Dirk Darmstaedter (The Jeremy Days) u. a.
Inzwischen hat sich Rausch bei Radio Bremen in den (Un)Ruhestand verabschiedet und arbeitet als Radio Freelancer. Seit Anfang 2012 produziert Rausch für NDR-Info und NDR Blue Features für die Sendereihe NachtClub Classics – u. a. porträtierte er Spirit, John Martyn, Rory Gallagher, Kurt Cobain, Jeff Beck, Grace Slick, Alex Harvey, Gary Brooker, Van Morrison, Annette Humpe, The Sex Pistols, Steve Marriott, Steve Miller, Jimmy Page, Billy Gibbons, Dave Edmunds, Bob Seger, Dave Cousins (Strawbs) und Jack White/White Stripes.
Seit August 2016 gestaltet und moderiert Burghard Rausch beim Musiksender ByteFM vierzehntäglich seine einstündige Sendung Rock The Casbah, in der er handverlesene Rockmusik spielt, die „innovativ, hart, neu, treibend, packend, anspruchsvoll und nicht angepasst klingt“.

### Radiosendungen
- 1978-1981: Rhythm & Blues | RIAS Berlin
- 1979-1986: RIAS Vor Mitternacht | RIAS Berlin
- ca. 1978-1986: RIAS Treffpunkt | RIAS Berlin
- 1982-1986: Zeitklang | RIAS Berlin
- 1977-1985: Rock over RIAS | RIAS Berlin
- 1986-1995: Rausch Hour | Radio Bremen Vier
- 1991: Rock It | DT 64 (später MDR-Sputnik)
- 1995-2002: Radio Bremen Eins
- 1999-2002: Let´s Rock | radioeins (rbb)
- 2002-2005: Mondo Cannibale | Funkhaus Europa/Cosmo
- 2004-2013: Globale Dorfmusik | NordWestRadio/Radio Bremen 2
- 2001-2012: RockNach10 | NordwestRadio/Radio Bremen 2
- 2005-2010: On The Tracks | NordWestRadio/Radio Bremen 2
- 2014-2018: Burghard Rausch Show | PopStop
- seit 2012: NachtclubClassics | NDR-Info/NDR Blue
- seit 2016: Rock The Casbah | ByteFM

## TV-Karriere
1986 lief in der ARD der Film Mit Yello Auf Cuba, über das Entstehen des Videoclips Desire der Schweizer Gruppe Yello. Rausch schrieb dafür den Text und moderierte. Bei Radio Bremen produzierte und moderierte er, in der zweiten Hälfte der 1990er zusätzlich, vier Jahre lang als Moderator und Redakteur – gemeinsam mit Marcus Behrens – die Musik-TV-Sendung Absolut Live im Dritten Fernsehprogramm N3. Als Live-Gäste traten im legendärem „Studio 3“ von Radio Bremen, in dem früher der Musikladen und andere legendäre Sendungen produziert wurden, u. a. The Busters, Fury In The Slaughterhouse, Suede, Ash, Heather Nova, Apocalyptica, The Scorpions, Leningrad Cowboys, Die Ärzte, Pineforest Crunch, Cultured Pearls, Dieter Thomas Kuhn, Laika And The Cosmonauts, Tindersticks, Vivid, Tab Two, Chumbawamba, Dan, Die Braut Haut Ins Auge, Smoke City, Space, Fiddler’s Green, Del Amitri, Jazzkantine, Waltari, Element Of Crime, Stranglers, Wild Thing, Leah Andreone, The Swoons, Michel van Dyke, Mary Black, The Oysterband, The Bates, Coalminers Beat, The September When, The Jeremy Days, The Electric Hippies, Lightning Seeds, Nice Little Pinguins und Das Auge Gottes auf.
Für die NDR-Sendereihe Gott Und Die Welt drehte Rausch, wieder gemeinsam mit Behrens, 2001 Campino und der Liebe Gott. Darin erzählte der Toten-Hosen-Frontmann von seiner Einstellung zum Leben, zur Familie, zum Glauben, zur Kirche und dem Tod und besuchte mit dem Fernsehteam erstmalig die (damals noch leere) Band-Grabstätte. Ein Jahr später folgte Niedecken Und Der Liebe Gott, bei dem Wolfgang Niedecken (BAP) bei seinen unregelmäßigen Rückzügen nach Marokko begleitet wurde, durch 'seinen Kölner Stadtteil', die Südstadt rund um den Chlodwigplatz führte und ein BAP-Konzert in Köln mitgeschnitten wurde.

### Fernsehsendungen
- 1986: Mit Yello Auf Cuba (Fernsehfilm) | ARD
- 1995-1998: Absolut Live | N3
- 2001: Gott Und Die Welt (Fernsehserie, Folge Campino und der Liebe Gott) | N3
- 2002: Gott Und Die Welt (Fernsehserie, Folge Niedecken und der Liebe Gott) | N3

## Diskografie Burghard Rausch

### Mit Agitation Free
- MALESCH (1972) (Vertigo), IRI (1978), Spalax (1993), SPV Records (2008), M.I.G. Music (2019)
- 2nd (Second) (1973) (Vertigo), IRI (1978), Spalax (1995), SPV Records (2008), M.I.G. Music (2019)
- LAST (1976) (Barclay), Spalax (1992), SPV Records (2008), M.I.G. Music (2019)
- FRAGMENTS 1996) (Musique Intemporelle, Spalax (1996), Garden Of Delights (2003), SPV Records (2008), M.I.G. Music (2019)
- LIVE '74 - AT THE CLIFFS OF RIVER RHINE (live in Köln 1974) (1998) (Garden of Delights), SPV Records (2008), M.I.G. Music (2019)
- THE OTHER SIDES OF AGITATION FREE (1999) (Garden of Delight)
- RIVER OF RETURN (1999) (BSC Music, SPV Records (2009), M.I.G. Music (2019))
- SHIBUYA NIGHTS – LIVE IN TOKYO (2011) (Esoteric Records / Cherry Red), (M.I.G. Music (2014))
- MOMENTUM – (2023) (M.I.G. Music)

### Mit Bel Ami (Alben)
- BERLIN BEI NACHT (1979) (Pool/Teldec)
- LIVE (EP) (1980) (Pool/Teldec)
- GROßSTADTMELODIE (1981) (Pool/Teldec)
- SOWEIT DIE FÜßE TRAGEN (1984) (CBS)

### Mit Bel Ami (Singles)
- GECE BERLIN' DE (1980) (Pool/Teldec)
- GROßSTADTMELODIE (1981) (Pool/Teldec)
- DOWNTOWN (1981) (Pool/Teldec)
- IN 80 TAGEN IST ALLES VORBEI (1981) (Pool/Teldec)
- PILOTEN (1983) (CBS)
- DU MACHST MICH VERÜCKT (1984) (CBS) (Single)
- ZUCKERSCHLOSS (2023) (Pool) (Single)

### Mit Electric Family
- ICE CREAM PHOENIX (2003) (Hypertension), Sireena (2006)
- ROYAL HUNT (2006) (Tribal Stomp)
- ICE CREAM PHOENIX – RESURRECTION (2012) (Sireena)
- SABA (2022) (Fuego, Sireena)

### Compilations
- NDW: AUS GRAUER STÄDTE MAUERN. DIE NEUE DEUTSCHE WELLE 1977-85 (2015) (Bear Family)
- KRAUT! DIE INNOVATIVEN JAHRE DES KRAUTROCK 1968-1979 (2020) (Bear Family)